# Toufik Mahdjoubi
Toufik Mahdjoubi  est un joueur algérien de volley-ball, né le 21 novembre 1986,,.

## Clubs
| Club                  | Pays    | De        | À         |
| --------------------- | ------- | --------- | --------- |
| PO Chlef              | Algérie | 2008-2009 | 2008-2009 |
| Saydia Sports         | Tunisie | 2009-2010 | 2011-2012 |
| NR Bordj Bou Arreridj | Algérie | 2011-2012 | 2011-2012 |
| Al Sadd               | Qatar   | 2012-2013 | 2013-2014 |
| Al-Gharafa SC Doha    | Qatar   | 2014-2015 | 2014-2015 |
| Saydia Sports         | Tunisie | 2015-2016 | 2015-2016 |
| Club Voleibol Melilla | Espagne | 2016-2017 | 2016-2017 |
| Baouchrieh            | Liban   | 2017-2018 | 2017-2018 |
| UBE L'Illa Grau       | Espagne | 2018-2019 | 2020-2021 |

## Palmarès

### En club
PO Chlef
- Vainqueur du Championnat d'Algérie :2009

Saydia Sports
- Vainqueur du Championnat de Tunisie : 2010

- Finaliste de la Coupe de Tunisie (2) : 2010, 2011

NR Bordj Bou Arreridj
- Vainqueur de la Coupe d'Algérie : 2012
- Troisième de la Coupe d'Afrique des clubs champions : 2012

Al Sadd
- Finaliste de la Coupe Fédération du Qatar : 2014

### Sélection nationale
- Finaliste du Championnat d'Afrique :2009
- Troisième du Championnat d'Afrique 2019

- Quatrième du Championnat d'Afrique :2011، 2015 ، 2017
  - 2013 : 5e

- Finaliste des Jeux africains : 2019
- Troisième du championnat arabe : 2014
- Troisième du Jeux panarabes : 2011
- Troisième du Jeux de la solidarité islamique : 2017
- 6e aux Jeux méditerranéens : 2013

## Distinctions individuelles
- Meilleur marqueur de la Coupe d'Afrique des clubs champions : 2012
- Meilleur attaquant du championnat arabe : 2014
- Membre de l'équipe type du Championnat d'Espagne  de volley-ball : 2016-2017
- 2e  Meilleur buteur  du Championnat d'Espagne  de volley-ball : 2016-2017 [1]